# Dookoła Mazowsza 2016
59. edycja kolarskiego wyścigu Dookoła Mazowsza odbywała się od 27 do 30 lipca 2016 roku. Wyścig liczył 4 etapy, o łącznym dystansie 522,5 km. Wyścig figurował w kalendarzu cyklu UCI Europe Tour, posiadając kategorię UCI 2.2.

## Uczestnicy
Lista drużyn uczestniczących w wyścigu:
| Numery  | Kod | Drużyna                     |
| ------- | --- | --------------------------- |
| 1-6     | LEG | Legia 1928 Mazowsze         |
| 11-16   | VOS | Voster Cycling Team         |
| 21-26   | CCC | CCC Sprandi Polkowice       |
| 31-36   |     | Reprezentacja Niemiec       |
| 41-46   | KLS | Kolss BDC Team              |
| 51-54   |     | Reprezentacja Białorusi     |
| 61-66   |     | Reprezentacja Słowacji U-23 |
| 71-76   | GKS | GKS Cartusia Kartuzy        |
| 81-85   | LZS | LZS Piaseczno-Golczewo      |
| 91-96   |     | Reprezentacja Ukrainy       |
| 101-106 | TCC | TC Chrobry Scott Głogów     |
| 111-116 | WHI | Whirlpool-Author            |
| 121-126 | BER | Ked-Stevens Berlin          |

| Numery  | Kod | Drużyna                   |
| ------- | --- | ------------------------- |
| 131-136 | SKC | SKC Tufo-Prostejov        |
| 141-145 | WIB | Team Wibatech Fuji        |
| 151-156 | PIE | Cyclingteam Jo Piels      |
| 161-166 | BIG | Krismar Big Silvant War-m |
| 171-176 | MIN | Minsk Cycling Club        |
| 181-186 | DOM | Domin Sport               |
| 191-196 | KPM | KS Pogoń Mostostal Puławy |
| 201-206 | ROS | De Rosa Rybnik            |
| 211-216 | KKT | Tarnovia Tarnowo Podgórne |
| 221-226 | MER | Team Bliz-Merida          |
| 231-236 | VAT | Verva ActiveJet           |

## Etapy
| Etap   | Data     | Start – Meta                                | km  | Typ    | Zwycięzca etapu  | Lider            |
| ------ | -------- | ------------------------------------------- | --- | ------ | ---------------- | ---------------- |
| Prolog | 27 lipca | Warszawa                                    | 2,5 | ITT    | Adrian Banaszek  | Adrian Banaszek  |
| 1.     | 28 lipca | Kozienice – Kozienice                       | 165 | Płaski | Maximilian Beyer | Maximilian Beyer |
| 2.     | 29 lipca | Teresin – Teresin                           | 168 | Płaski | Matti Manninen   | Matti Manninen   |
| 3.     | 30 lipca | Nowy Dwór Mazowiecki – Nowy Dwór Mazowiecki | 192 | Płaski | Tomasz Kiendyś   | Matti Manninen   |

## Klasyfikacja generalna
| M-ce | Imię i nazwisko       | Kraj      | Drużyna               | Czas        |
| ---- | --------------------- | --------- | --------------------- | ----------- |
| 1.   | Matti Manninen        | Finlandia | Team Bliz-Merida      | 12h 04' 47" |
| 2.   | Adrian Banaszek       | Polska    | Verva ActiveJet       | + 1"        |
| 3.   | Marco Mathis          | Niemcy    | Reprezentacja Niemiec | + 7"        |
| 4.   | Sylwester Janiszewski | Polska    | Team Wibatech Fuji    | + 9"        |
| 5.   | Tomáš Bucháček        | Czechy    | Whirlpool-Author      | + 9"        |
| 6.   | Alan Banaszek         | Polska    | CCC Sprandi Polkowice | + 10"       |
| 7.   | Gert-Jan Bosman       | Holandia  | Cyclingteam Jo Piels  | + 11"       |
| 8.   | Martin Hunal          | Czechy    | Whirlpool-Author      | + 12"       |
| 9.   | Patrick van der Duin  | Holandia  | Cyclingteam Jo Piels  | + 14"       |
| 10.  | Kamil Gradek          | Polska    | Verva ActiveJet       | + 18"       |